# John F. Kennedy Center for the Performing Arts

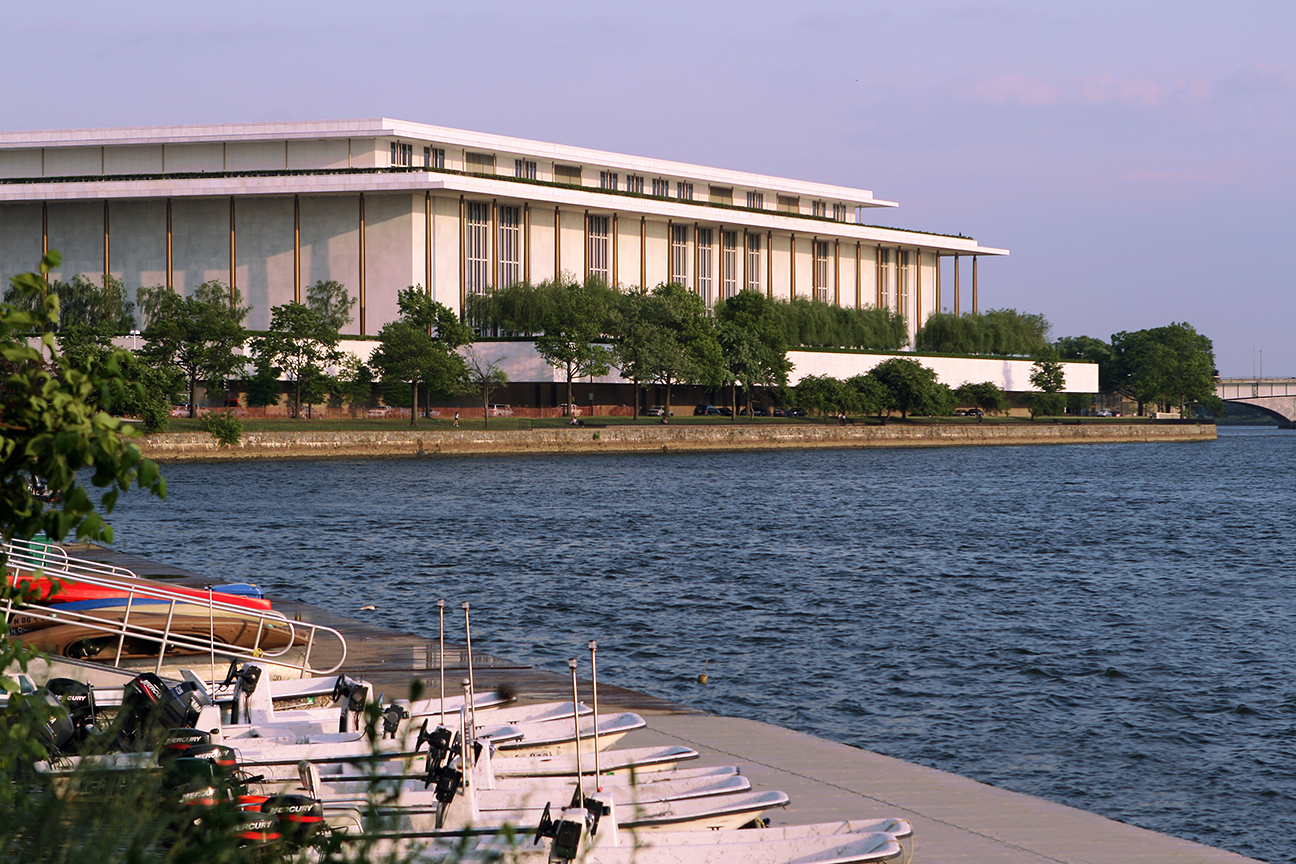
Kennedy Center (Uferansicht)

Das John F. Kennedy Center for the Performing Arts (dt. John-F.-Kennedy-Zentrum für Darstellende Kunst; kurz: Kennedy Center) ist das größte Kulturzentrum in Washington, D.C. Es wurde 1971 eröffnet und postum nach John F. Kennedy benannt, dem 35. Präsidenten der Vereinigten Staaten.

## Geschichte
Seit den 1930er Jahren hatte es in den USA Bestrebungen gegeben, ein National Cultural Center (nationales Kulturzentrum) in Washington, DC, zu errichten. Erst 1950 wurden diese Pläne auf Initiative des Abgeordneten im US-Repräsentantenhaus Arthur George Klein konkreter und 1958 unterzeichnete der damalige US-Präsident Eisenhower das National Cultural Center Act Gesetz, wodurch das Projekt Fördermittel auf Bundesebene erhielt. Als Architekt wurde 1959 Edward Durell Stone verpflichtet, für dessen Entwurf letztlich Kosten in Höhe von 61 Millionen US-Dollar veranschlagt wurden. Nach seiner Wahl zum US-Präsidenten 1961 übernahm John F. Kennedy die Leitung des Projekts; seine Ehefrau Jacqueline und die Ehefrau des ehemaligen US-Präsidenten Eisenhower, Mamie Eisenhower, wurden zu Ehren-Vorsitzenden der Kuratoriums ernannt.
Die Baukosten beliefen sich am Ende auf 70 Millionen US-Dollar, wovon der Kongress 43 Millionen aus öffentlichen Geldern bewilligte. Spenden in Millionenhöhe erhielt das Projekt von namhaften US-amerikanischen Unternehmen und von der Kennedy-Familie (ca. 500.000 Dollar). Hinzu kamen Sachspenden aus dem Ausland, bspw. Carrara-Marmor der italienischen Regierung. Nach der Ermordung John F. Kennedys im November 1963 wurde das Projekt National Cultural Center ihm zu Ehren in Kennedy Center for the Performing Arts umbenannt. Der Spatenstich erfolgte durch Kennedys Nachfolger Lyndon B. Johnson am 2. Dezember 1964. Erst im Januar 1967 wurde mit der Errichtung des Gebäudes begonnen, nachdem das Baugrundstück im Stadtteil Foggy Bottom freigeräumt worden war. Die Eröffnung fand am 8. September 1971 mit der Weltpremiere von Leonard Bernsteins Mass zu Ehren des verstorbenen Präsidenten Kennedy statt.
Donald Trump machte sich im Februar 2025, kurz nach seinem zweiten Amtsantritt als US-Präsident, selbst zum Chef des Aufsichtsrates, feuerte alle Demokraten, ernannte Richard Grenell zum Direktor und sagte: Wir haben das Kennedy Center übernommen. Uns gefiel nicht, was sie dort zeigen. Trump kündigte an, das Center nach seiner Frau in „First Lady Melania Trump Opera House“ umbenennen zu wollen.

## Gebäudekomplex
In dem Gebäudekomplex befindet sich eine Concert Hall mit 2.465 Sitzplätzen (Sitz des National Symphony Orchestras), das Opera House mit 2.362 Plätzen (Sitz der Washington National Opera) und das Eisenhower Theater mit 1.100 Sitzplätzen. Darüber hinaus gibt es weitere, kleinere Theater mit jeweils zwischen 320 und 475 Sitzplätzen (Terrace Theater, Theater Lab, Family Theater) und einen Jazz Club mit 160 Sitzplätzen. Im Foyer befindet sich eine von dem US-amerikanischen Bildhauer Robert Berks (1922–2011) geschaffene Büste Präsident Kennedys. In der Hall of States hängen die Fahnen der amerikanischen Bundesstaaten, in der Hall of Nations die Flaggen aller Nationen der Erde, mit denen die Vereinigten Staaten diplomatische Beziehungen unterhalten. Im Dachgeschoss sind mehrere Restaurants mit Zugang zu den Dachterrassen untergebracht, die nicht nur Theaterbesuchern zur Verfügung stehen. Auf dem Außengelände befinden sich zudem zwei Bronze-Reliefs des Bildhauers Jürgen Weber (1928–2007) – beide ein Geschenk der Bundesrepublik Deutschland zur Eröffnung des Kennedy Centers im Jahre 1971: gegenüber dem Haupteingang vor der Hall of States steht das 1968 erschaffene Bronze-Relief mit dem Titel Amerika; in der Nähe des Eingangs zu der Hall of Nations ist die Skulptur Krieg und Frieden zu sehen.

## Kennedy Center Honors
Seit 1978 wird jedes Jahr im Dezember der Kennedy-Preis (engl. Kennedy Center Honors) an ausgewählte darstellende Künstler für deren lebenslangen Beitrag zur amerikanischen Kultur verliehen. Die Feierlichkeiten erstrecken sich über ein Wochenende und schließen ein festliches Mittagessen im Kennedy Center, einen Empfang samt Abendessen im Außenministerium der Vereinigten Staaten, die Überreichung der Medaillen am Band im Weißen Haus durch den US-Präsidenten und eine feierliche Abendgala im Opera House des Kennedy Centers ein.
2019 wurde vom Kennedy Center International Committee on the Arts dem Schauspieler Christoph Waltz, dem Dirigenten Franz Welser-Möst, der Festspielpräsidentin Helga Rabl-Stadler und dem Komponisten Iván Eröd eine Goldmedaille zuerkannt. Frühere Preisträger der Medaille sind der Schauspieler Jeremy Irons, der Filmregisseur Pedro Almodóvar, der Opernsänger Plácido Domingo und der Musiker Quincy Jones.

## Mark Twain Prize for American Humor
Seit 1998 verleiht das Kennedy-Center jährlich den Mark-Twain-Preis an jeweils eine(n) Preisträger(in), der/die sich um den amerikanischen Humor verdient gemacht hat.